# 东京路
东京路，金朝的路。
金朝初年改东京道为东京路，治所在东京辽阳府（今辽宁省辽阳市），辖境西起嫩江、医巫闾山，东到海，北达外兴安岭，南及今朝鲜咸镜道。后辖境变小，只有辽宁东部、吉林东南部，其他地区归属上京路、咸平路。下辖辽阳府、广宁府、沈州、复州、澄州、贵德州、曷苏馆路、婆速路，金朝末年废除。

## 长官
金朝
关于金朝的东京留守兼本路兵马都总管、辽阳尹，参见辽阳府